# 天台 (千葉市)
天台（てんだい）は千葉県千葉市稲毛区の地名。現行行政地名は天台一丁目から天台六丁目。郵便番号は263-0016。

## 地理
千葉市稲毛区内に位置する。南北に細長い町域を持つ。

## 歴史
この地域に入植していた天台開拓農業協同組合から、町界が複雑なので新町を設定してほしいと要請され設けられた。

### 地名の由来
大正天皇が陸軍の演習を統監された場所を、天覧台と称したことに由来する。 

### 沿革
- 1966年（昭和41年）1月1日 - 天台町・作草部町・穴川町の一部編入、千草台に一部分離し天台1～4丁目の設定、住居表示施行。
- 1990年（平成2年）2月1日 - 天台町・園生町の一部を編入し、5・6丁目の設定、住居表示施行。
- 1992年（平成4年）4月1日 - 稲毛区設置。千葉市稲毛区天台となる。

### 町名の変遷
｢天台｣新設時
| 実施後    | 実施年月日               | 実施前（各町名ともその一部）   |
| --------- | ------------------------ | ------------------------------ |
| 天台1丁目 | 1966年（昭和41年）1月1日 | 千葉市天台町・作草部町・穴川町 |
| 天台2丁目 | 1966年（昭和41年）1月1日 | 千葉市天台町・作草部町・穴川町 |
| 天台3丁目 | 1966年（昭和41年）1月1日 | 千葉市天台町・作草部町・穴川町 |
| 天台4丁目 | 1966年（昭和41年）1月1日 | 千葉市天台町・作草部町・穴川町 |

5・6丁目設置時
| 設置後    | 設置年月日              | 設置前（各町名ともその一部） |
| --------- | ----------------------- | ---------------------------- |
| 天台5丁目 | 1990年（平成2年）2月1日 | 千葉市天台町・園生町         |
| 天台6丁目 | 1990年（平成2年）2月1日 | 千葉市天台町・園生町         |

## 世帯数と人口
2017年（平成29年）9月30日現在の世帯数と人口は以下の通りである。
| 丁目       | 世帯数    | 人口    |
| ---------- | --------- | ------- |
| 天台一丁目 | 453世帯   | 1,026人 |
| 天台二丁目 | 623世帯   | 1,229人 |
| 天台三丁目 | 553世帯   | 1,141人 |
| 天台四丁目 | 495世帯   | 1,014人 |
| 天台五丁目 | 715世帯   | 1,674人 |
| 天台六丁目 | 247世帯   | 476人   |
| 計         | 3,086世帯 | 6,560人 |

## 小・中学校の学区
市立小・中学校に通う場合、学区は以下の通りとなる。
| 丁目       | 番地   | 小学校               | 中学校               | 備考                                                                         |
| ---------- | ------ | -------------------- | -------------------- | ---------------------------------------------------------------------------- |
| 天台一丁目 | 全域   | 千葉市立都賀小学校   | 千葉市立都賀中学校   | 6番の一部のみ千葉市立轟町小学校、千葉市立轟町中学校への学区外通学承認地域    |
| 天台二丁目 | 全域   | 千葉市立千草台小学校 | 千葉市立千草台中学校 | 1番の一部のみ千葉市立轟町小学校、千葉市立轟町中学校への学区外通学承認地域    |
| 天台三丁目 | 4番1号 | 千葉市立都賀小学校   | 千葉市立都賀中学校   |                                                                              |
| 天台三丁目 | その他 | 千葉市立千草台小学校 | 千葉市立千草台中学校 | 1、2番の一部のみ千葉市立都賀小学校、千葉市立都賀中学校への学区外通学承認地域 |
| 天台四丁目 | 全域   | 千葉市立千草台小学校 | 千葉市立千草台中学校 |                                                                              |
| 天台五丁目 | 全域   | 千葉市立千草台小学校 | 千葉市立千草台中学校 |                                                                              |
| 天台六丁目 | 全域   | 千葉市立千草台小学校 | 千葉市立千草台中学校 |                                                                              |

## 交通
- 京葉道路穴川インターチェンジ
- 国道16号
- 国道126号
- 千葉都市モノレール
  - 天台駅
  - 穴川駅
  - スポーツセンター駅

## 施設
- 千草台公民館
- 天台保育所
- 小ばと幼稚園
- 千葉市立千草台小学校